# Tsukiji Hongan-ji

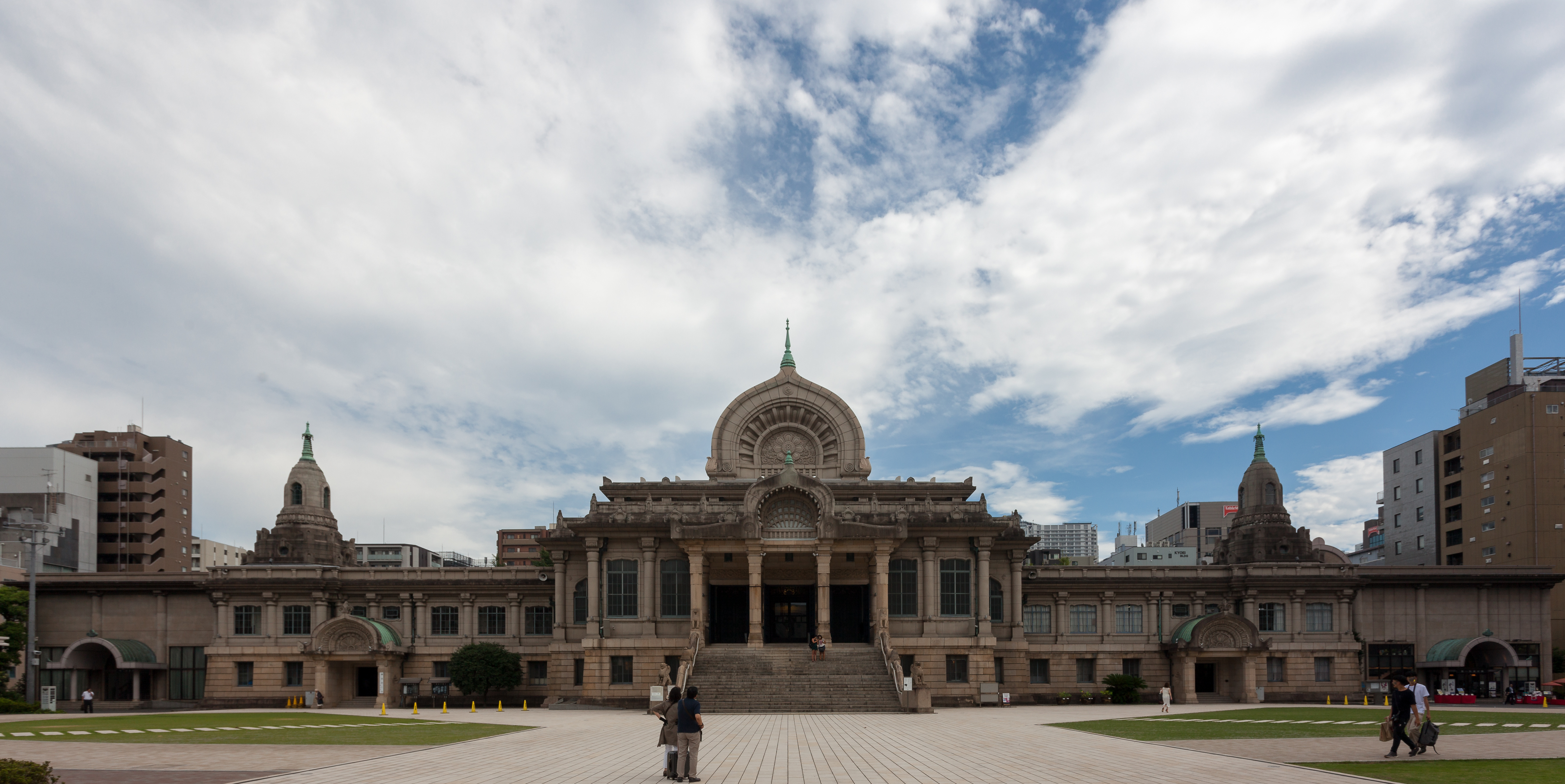
Mittelteil des Tsukiji Hongan-Tempels

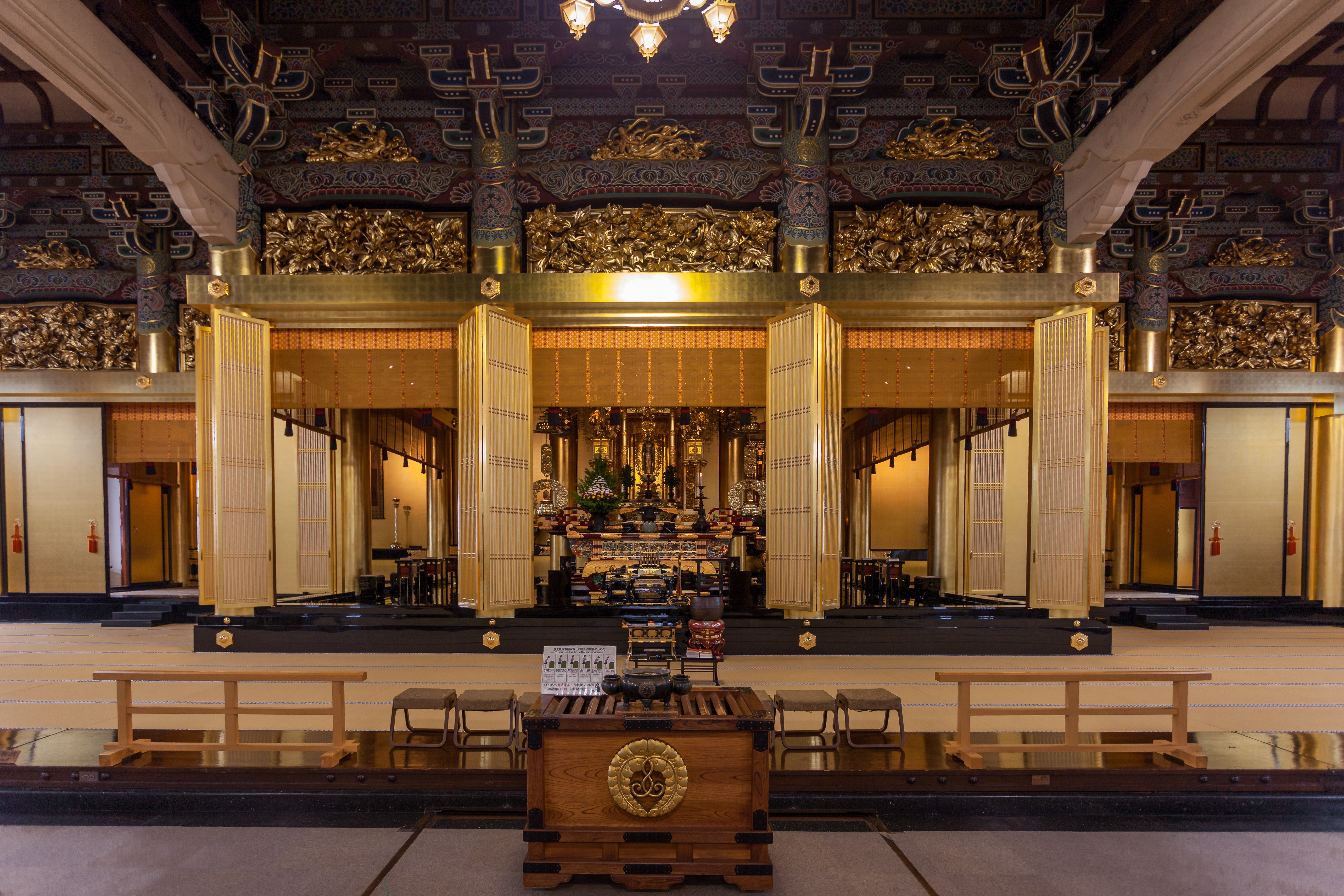
Innenansicht der Andachtshalle

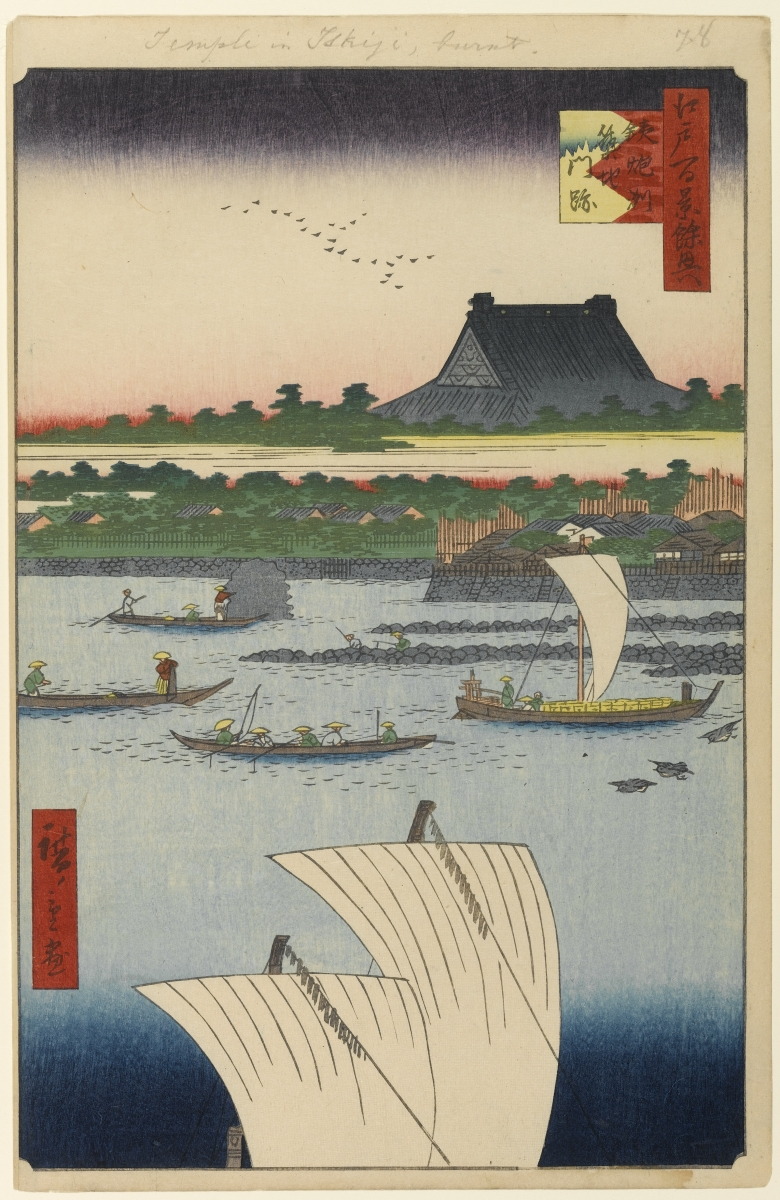
Früherer Tsukiji Hongan-Tempel (damals Tsukiji Monzeki genannt) in Utagawa Hiroshiges Farbholzschnittreihe 100 berühmte Ansichten von Edo um 1858

Der Tsukiji Hongan-ji (japanisch 築地本願寺; veraltet auch Tsukiji Hongwanji) ist ein buddhistischer Tempel der Jōdo-Shinshū-Sekte Honganji-ha im Viertel Tsukiji des Stadtbezirks Chūō-ku in Tokio, Japan. In ihm wird hauptsächlich der Buddha Amida verehrt, darüber hinaus aber auch Prinz Shōtoku; die von Shinran Shōnin ernannten sieben Patriarchen des Sukhavati-Buddhismus, Nagarjuna, Vasubandhu, Tanluan, Daochuo, Shandao, Genshin und Genku, sowie Shinran Shōnin selbst.
Sein Vorläufer war der Edo-Asakusa Gobō (江戸浅草御坊), der bei Yokoyama-chō in Asakusa, Edo (das alte Tokio) vom 12. Monshu (Erzabt) der Jōdo-Shinshū, Junnyo Shōnin errichtet wurde. 1657 wurde er durch ein großes Feuer vernichtet. Pläne zum Wiederaufbau an derselben Stelle wurden zunächst vom Bakufu (der Feudalregierung) abgelehnt. Stattdessen wurde der Tempelverwaltung ein Stück Land bei Hatchōbori (damaliger Teil von Chūō-ku) zugesprochen, das jedoch noch unterhalb des Meeresspiegels lag und daher eine Landgewinnung erforderte. Daraus entstand das heutige Tsukiji, was wörtlich „gemachtes Land“ bedeutet. Der hier errichtete Tempel wurde Tsukiji Gobō (築地御坊) genannt. Er wurde durch das Große Kantō-Erdbeben von 1923 zerstört.
Die heutigen Tempelanlagen wurden von Chūta Itō (1867–1954), einem Professor für Architektur an der Universität Tokio entworfen. Itō ignorierte die vormalige Bauform und wählte einen archaischen indischen Baustil. Die Baumaßnahmen dauerten von 1931 bis 1934.